# Eremophila bilopha
La alondra sahariana (Eremophila bilopha) es una especie de ave paseriforme de la familia Alaudidae que vive en el norte de África y el norte Arabia. Es un ave principalmente sedentaria pero algunas poblaciones son parcialmente migratorias, y se desplazan hacia el sur en invierno. 

## Descripción
A diferencia de la mayoría de las alondras, la alondra sahariana puede diferenciarse con facilidad cuando está posada en el suelo, por su aspecto característico similar al de su pariente la alondra cornuda. Los adultos miden entre 14–15 cm. El plumaje de sus partes superiores es principalmente castaño grisáceo y las inferiores blanquecino, con un llamativo patrón blanco y negro facial. Presenta una franja loral negra que se prolonga curvándose hacia abajo al llegar a los ojos y que contrasta con el resto del rostro blanco. También tiene una lista que rodea lateral y frontalmente su píleo castaño que en los machos en verano se prolonga con dos pequeños penachos hacia atrás a modo de cuernos. Además tienen una ancha franja en forma de media luna tumbada en la parte superior del pecho. Los juveniles carecen del patrón facial y pectoral blanco y negro.
La alondra sahariana se diferencia de la alondra cornuda, porque su plumaje es castaño es de tonos más rojizos y menos pardos y carece de los tonos amarillos que tiene la cornuda en su rostro. Su canto es similar pero menos penetrante y metálico.

## Distribución y hábitat
La alondra sahariana suele habitar en regiones semidesiertas abiertas y rocosas. A pesar de su nombre la alondra sahariana no se adentra en el interior del Sáhara sino que lo bordea, extendiéndose por una franja cercana a la costa que rodea todo el norte de África, desde el noroeste de Mauritania hasta el Sinaí, esquivando las regiones montañosas, y que se prolonga por Israel y el norte de Arabia, hasta Siria y el oeste de Irak.

## Comportamiento

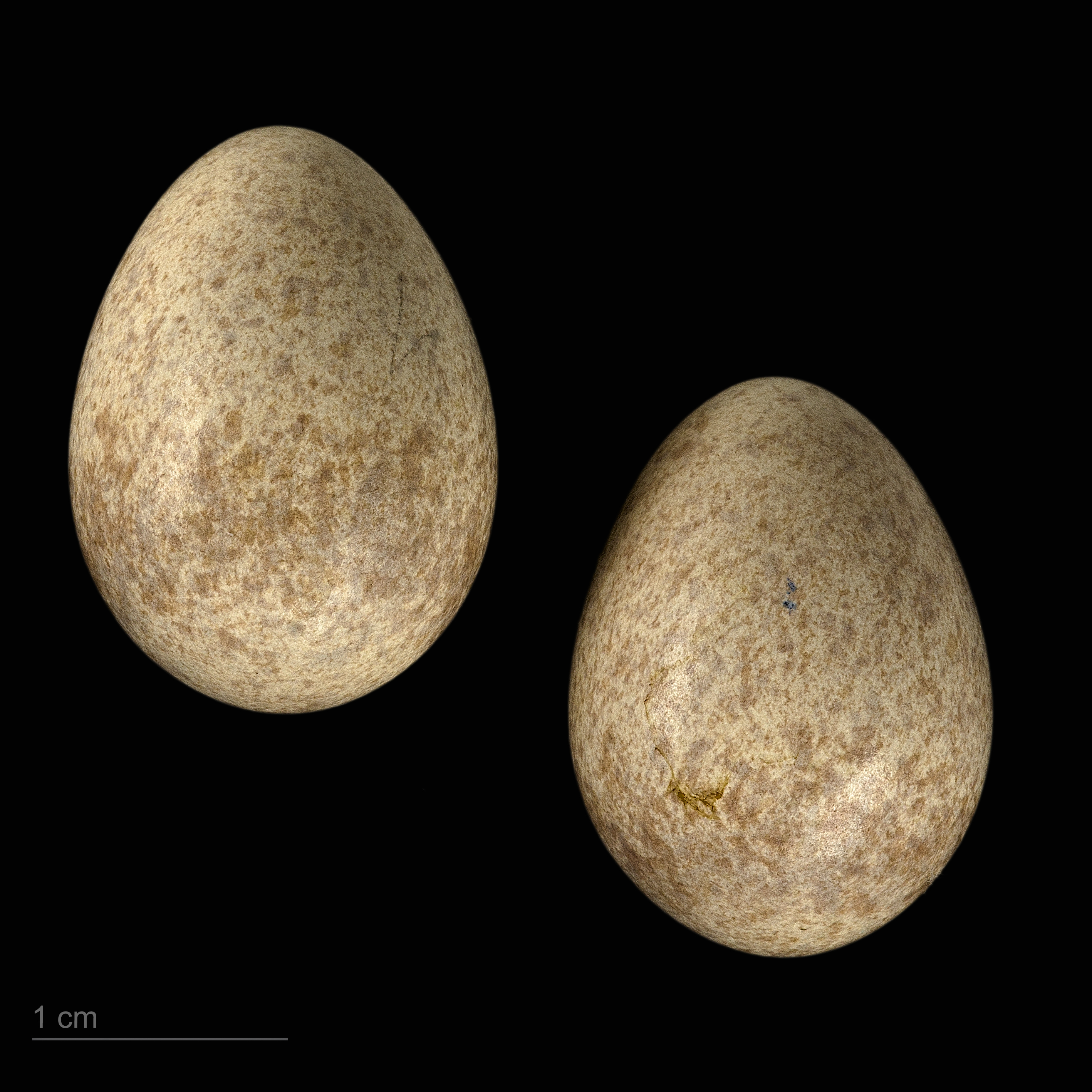
Eremophila bilopha - (MHNT)

Se alimenta principalmente de semillas, complementando su dieta con insectos en la época de cría. Anida en el suelo, donde pone entre 2-4 huevos.